# Grad Ajlun
Grad Ajlun (arabsko: قلعة عجلون; transliterirano: Qalʻat 'Ajloun), znan tudi kot grad Rabad (arabsko: قلعة الربض; prevedeno: Qalʻat ar-Rabadh), je muslimanski grad iz 12. stoletja, ki leži na severozahodu Jordanije. Postavljen je na vrhu hriba, ki pripada okrožju Mount Ajlun, znan tudi kot Jabal 'Auf po beduinskem plemenu, ki je območje zasedlo v 12. stoletju. Grad je z višine nadzoroval tri vadije, ki se spuščajo proti dolini reke Jordan. Zgradili so ga Ajubidi v 12. stoletju, mameluki pa so jo v 13. stoletju razširili.
Ime Ajlun sega v čase krščanskega meniha, ki je na tej gori živel v bizantinskem obdobju. Grad stoji na ruševinah samostana, katerega sledovi so bili odkriti med arheološkimi izkopavanji.
Grad je bil jedro naselja, ki je postalo današnje mesto Ajlun. Razvoj gradu je pripeljal do njegovega drugega imena, Qalʻat ar-Rabad, 'grad faubourg' ali 'grad s predmestji'. To ime še danes odmeva priimek velike in ugledne krščanske družine, ki je vse do danes, Al-Rabadis, imela v lasti večino kmetijskih zemljišč v neposredni bližini gradu.

## Zgodovina
Grad Ajlun stoji na mestu starega samostana. Leta 1184 ga je obnovil kot utrdbo, Azz al-Din Usama, generala Saladinove vojske. Grad je nadzoroval promet po cesti, ki je povezovala Damask in Egipt. Po besedah Saladinovega zgodovinarja Baha ad-Din ibn Shaddada je bila trdnjava zgrajena predvsem zato, da bi v Damasku pomagali pri obvladovanju beduinskih plemen Jabal 'Auf. Ti so uživali dovolj avtonomije, da so se lahko povezali s križarji in so na neki točki postavili taborišče 100 šotorov poleg trdnjave Hospitalcev,  Belvoir na nasprotni strani doline Jordana. Kot tak je grad Ajlun ena redkih muslimanskih trdnjav, ki so jih Ajubidi postavili za zaščito svojega kraljestva pred križarskimi vpadi, ki bi lahko prišli iz Beisana ali Belvoirja na zahod in iz Al-Karaka na jug.
Trdnjava je s svoje lokacije obvladovala širok odsek doline severnega Jordana, nadzirala je tri glavne prehode, ki so vodili do nje (Wadi Kufranjah, Wadi Rajeb in Wadi al-Yabis) in varovala komunikacijske poti med južno Jordanijo in Sirijo. Zgrajena je bila tako, da je vsebovala napredek Jeruzalemskega kraljestva, ki se je z gospostvom Oultrejourdain uveljavilo v Transjordaniji in kot prizorišče na trdnjavi Belvoir nekaj milj južno od Galilejskega jezera. Drug pomembnejši cilj trdnjave je bil zaščititi razvoj in nadzor rudnikov železa v Ajlunu.

### Začetna stavba
Prvotni grad je imel štiri vogalne stolpe, povezane stenami in kurtinami in dvojna vrata. V debele stene so bile vgrajene strelnice, obdane so bile z jarkom, ki je bil širok 16 metrov in 12–15 metrov globok.

### Širitev
Po Usamovi smrti je grad v letih 1214–15 povečal Aibak ibn Abdullah, mameluški guverner. V jugovzhodnem kotu je dodal nov stolp in zgradil vrata.
Grad je izgubil svoj vojaški pomen po padcu Al-Karaka leta 1187 pod Ajubidi. Sredi 13. stoletja je bil grad dodeljen Yousefu ibn Ayoubu, kralju Alepa in Damaska, ki je obnovil severovzhodni stolp in grad uporabil kot upravno središče.
Leta 1260 so Mongoli uničili dele gradu, vključno z njegovimi parapeti. Kmalu po zmagi mamelukov nad Mongoli pri Ain Džalutu je sultan ad-Dhaher Baibars grad obnovil in očistil jarke. Grad je bil uporabljen kot skladišče pridelkov in potrebščin. Ko je bil za guvernerja imenovan Azz ad-Din Aibak, je grad obnovil, kot nakazuje napis, ki je bil najden v jugovzhodnem stolpu gradu.
V osmanskem obdobju je bil znotraj gradu postavljen kontingent petdeset vojakov. V prvi četrtini 17. stoletja ga je med svojim bojem proti Ahmadu ibn Tarbaju, uporabljal princ Fakhr ad-Din al-Ma'ni II. Grad je oskrboval s kontingentom ter oskrboval rezerve in strelivo. Leta 1812 je švicarski popotnik Johann Ludwig Burckhardt našel grad, v katerem je živelo približno štirideset ljudi.
V letih 1837 in 1927 sta grad prizadela dva velika uničujoča potresa. Pred kratkim je jordanski oddelek za starine sponzoriral program obnove in utrditve obzidja in obnovil most čez jarek.

## Turizem
Grad Ajlun je odprt za turiste. Raziskati je mogoče številna območja gradu. V notranjosti je tudi muzejska razstava s številnimi zanimivimi umetninami iz različnih časovnih obdobij regije.

## Galerija
- Notranjost
- Sova v notranjosti
- Eden od opazovalnih stolpov
- Streha
- Pogled na zunanjost
- Obzidje
- Ajlun
- Gore okrog Ajluna
- Muzej
- Muzej
- Muzej
- Muzej
- Muzej
- Rezljana vrata v muzejski zbirki
- Restavriran mozaik